# 25851 Browning
25851 Browning este o planetă minoră (asteroid), cu un diametru de 14,661 km, din centura de asteroizi. A fost descoperită pe 11 martie 2000 la Stația Anderson Mesa de Lowell Observatory Near-Earth-Object Search. 
Obiectul prezintă o orbită caracterizată de o semiaxă mare de 3,5574412 UAi, o excentricitate de 0,09, o înclinație de 11,01924 ° în raport cu ecliptica.